# Karspeldreefbrug
De Karspeldreefbrug (brug 1062) is een bouwkundig kunstwerk in Amsterdam-Zuidoost.
Dit viaduct is gelegen op de ongelijkvloerse kruising tussen de Karspeldreef en de Gooiseweg. De Karspeldreef lag er al een aantal jaren, wanneer de Gooiseweg steeds verder door Zuidoost wordt doorgetrokken. In 1982 moet een oplossing gevonden worden voor deze kruising. Dreven in de wijk liggen meest op een dijklichaam, maar de Gooiseweg ook. Er werd tijdens aanleg van de dreef al rekening mee gehouden; ze werd zo aangelegd dat ze op de plek waar de toekomstige kruising werd geprojecteerd op maaiveldniveau werd gelegd.
Architect Dirk Sterenberg ontwierp de brug al in 1979 en moest dat ontwerp later (1981) aanvullen met geluidsschermen. Zijn handtekening is terug te vinden in de randplaten en balustraden, die hij ook elders in de stad meenam in ontwerpen en hier geel (elders blauw) zijn geschilderd. Een ander herkenningspunt zijn de jukken die rusten op de zeer robuuste brugpijlers; met de uitstekende uiteinden van die jukken schiep Sterenberg plaatsen voor lantaarns. De dragende constructie is van beton.
De brug ging vanaf 1982 naamloos door het leven. In december 2017 besloot de gemeente Amsterdam in één keer de verkeersbruggen in grote wegen te vernoemen naar onderliggende paden en wegen. De brug werd dus vernoemd naar de Karspeldreef, in 1968 vernoemd naar Weesperkarspel en/of algemeen karspel, een klein kerkdorp. Het schept geen duidelijkheid waar de brug daadwerkelijk ligt. Over en onder de lange Karspeldreef liggen vijftien bruggen.
<<< · 1000 · 1001 · 1002 · 1003 · 1004 · 1005 · 1006 · 1007 · 1008 · 1009 · 1010 · 1011 · 1012 · 1013 · 1014 · 1018 · 1028 · 1029 · 1030 · 1032 · 1033 · 1034 · 1035 · 1036 · 1037 · 1038 · 1039 · 1040 · 1041 · 1044 · 1045 · 1046 · 1048 · 1049 · 1050 · 1051 · 1062 · 1063 · 1064 · 1065 · 1066 · 1067 · 1076 · 1077 · 1078 · 1083 · 1090 · 1092 · 1093 · 1094 · 1095 · 1096 · 1097 · 1098 · 1099 · >>>
Brugnummers  1015, 1016, 1017, 1019, 1020, 1021, 1022, 1023, 1024, 1025, 1026, 1027, 1031, 1042, 1043, 1047, 1052/1053 (niet gebouwd), 1054, 1055, 1056, 1057, 1058, 1059, 1060, 1061, 1068, 1069-1075, 1079, 1080, 1081, 1082, 1084-1088, 1089 en 1091 (onbekend) zijn niet meer vergeven. De meesten daarvan zijn gesloopt in verband met sanering Zuidoost. Alle bruggen lagen en liggen in Zuidoost behalve bruggen 1000 en 1002.